# Listă de comune din raionul Cahul
Această listă conține comunele din raionul Cahul, Republica Moldova, cu satele din componența lor. Celulele gri indică localitățile consemnate ca „sat (comună)” în Legea privind organizarea administrativ-teritorială a Republicii Moldova.
| Comuna         | Satul de reședință | Sate componente     |
| -------------- | ------------------ | ------------------- |
| —              | —                  | Alexanderfeld       |
| —              | —                  | Alexandru Ioan Cuza |
| —              | —                  | Andrușul de Jos     |
| —              | —                  | Andrușul de Sus     |
| —              | —                  | Badicul Moldovenesc |
| —              | —                  | Baurci-Moldoveni    |
| —              | —                  | Borceag             |
| —              | —                  | Brînza              |
| Bucuria        | Bucuria            | Bucuria             |
| Bucuria        | Bucuria            | Tudorești           |
| Burlacu        | Burlacu            | Burlacu             |
| Burlacu        | Burlacu            | Spicoasa            |
| Burlăceni      | Burlăceni          | Burlăceni           |
| Burlăceni      | Burlăceni          | Greceni             |
| Chioselia Mare | Chioselia Mare     | Chioselia Mare      |
| Chioselia Mare | Chioselia Mare     | Frumușica           |
| —              | —                  | Cîșlița-Prut        |
| —              | —                  | Colibași            |
| —              | —                  | Crihana Veche       |
| Cucoara        | Cucoara            | Chircani            |
| Cucoara        | Cucoara            | Cucoara             |
| Doina          | Doina              | Doina               |
| Doina          | Doina              | Iasnaia Poleana     |
| Doina          | Doina              | Rumeanțev           |
| Găvănoasa      | Găvănoasa          | Găvănoasa           |
| Găvănoasa      | Găvănoasa          | Nicolaevca          |
| Găvănoasa      | Găvănoasa          | Vladimirovca        |
| —              | —                  | Giurgiulești        |
| —              | —                  | Huluboaia           |
| —              | —                  | Iujnoe              |
| Larga Nouă     | Larga Nouă         | Larga Nouă          |
| Larga Nouă     | Larga Nouă         | Larga Veche         |
| Lebedenco      | Lebedenco          | Hutulu              |
| Lebedenco      | Lebedenco          | Lebedenco           |
| Lebedenco      | Lebedenco          | Ursoaia             |
| —              | —                  | Lopățica            |
| —              | —                  | Lucești             |
| Manta          | Manta              | Manta               |
| Manta          | Manta              | Pașcani             |
| Moscovei       | Moscovei           | Moscovei            |
| Moscovei       | Moscovei           | Trifeștii Noi       |
| Pelinei        | Pelinei            | Pelinei             |
| Pelinei        | Pelinei            | Sătuc               |
| —              | —                  | Roșu                |
| —              | —                  | Slobozia Mare       |
| —              | —                  | Taraclia de Salcie  |
| —              | —                  | Tartaul de Salcie   |
| —              | —                  | Tătărești           |
| —              | —                  | Vadul lui Isac      |
| —              | —                  | Văleni              |
| Zîrnești       | Zîrnești           | Paicu               |
| Zîrnești       | Zîrnești           | Tretești            |
| Zîrnești       | Zîrnești           | Zîrnești            |